# Johannes Xiphilinos (Mönch)
Johannes Xiphilinos ist der Autor eines Auszugs der 80 Bücher umfassenden Römischen Geschichte des antiken Historikers Cassius Dio. Er lebte in Konstantinopel in der zweiten Hälfte des 11. Jahrhunderts. Er war Mönch und ein bekannter Prediger, ein Neffe des gleichnamigen Patriarchen von Konstantinopel (Migne, Patrologia Graeca, cxx.).
Den Auszug aus Dios Geschichtswerk verfasste Xiphilinos auf Anordnung des byzantinischen Kaisers Michael VII. Dukas. Ihm stand aber eine unvollständige Abschrift zur Verfügung, die nur die Bücher 36 bis 80 umfasste. Damit konnte er einen Zeitraum der römischen Geschichte von Pompeius und Caesar bis zum Kaiser Severus Alexander (68 v. Chr. bis 229 n. Chr.) darstellen. Dabei führte er Pompeius historisch inkorrekt als angeblich ersten römischen Kaiser ein. Im Buch 70 seiner Kopie fehlten die gesamte Regierungszeit von Antoninus Pius sowie die ersten zehn Jahre von Mark Aurel. Xiphilinos teilte das Werk in Abschnitte, je einer für das Leben eines Kaisers. Da er auch Pompeius und Caesar fälschlicherweise als Kaiser hinstellte, kam er auf eine runde Gesamtzahl von 25 von ihm präsentierten Kaisern. Er gestaltete den Aufbau seines Werks fortlaufend nach einer schablonenhaften Disposition, indem er zuerst die Prodigien erwähnte, dann Charakteristiken der Kaiser gab und anschließend die wichtigsten Vorkommnisse während der Regierungsjahre der jeweiligen Kaiser schilderte. Im Verlauf der Erzählung ließ er ihm unwesentlich Erscheinendes wie u. a. die Namen der Konsuln weg und fügte gelegentlich kleine Ergänzungen in das Original ein, so vor allem im 71. Buch die christliche Umbiegung des Berichts über ein angebliches Regenwunder während Mark Aurels Kampf gegen die Quaden (171 n. Chr.).
Der Auszug des Xiphilinos hat historischen Wert für den Zeitraum von 54 bis 229 n. Chr., da er die wesentlichen Ereignisse dieser Zeit aus den Büchern 60 bis 80 von Dios Geschichtswerk bewahrt, die ansonsten heute – abgesehen von Teilen der Bücher 79 und 80 – weitgehend verschollen sind. Der im 12. Jahrhundert lebende byzantinische Geschichtsschreiber Johannes Zonaras vermochte später noch eine die – heute ebenfalls verlorenen – ersten 21 Bücher von Dios Werk umfassende Abschrift aufzutreiben, die er in seiner Weltchronik verarbeitete und so auszugsweise erhielt.
Xiphilinos’ Auszug aus Dios Werk ist durch 16 Handschriften überliefert. Die beiden wichtigsten sind die aus dem 15. Jahrhundert stammenden Vatic. Gr. 145 und Coislin. 320. Die übrigen Manuskripte stellen Abschriften dieser beiden ältesten erhaltenen Handschriften dar. Der niederländische Althistoriker Ursul Philip Boissevain druckte in seiner Edition von Cassius Dios Römischer Geschichte (1895–1902) auch die Epitome des Xiphilinos ab. Ferner verfasste Xiphilinos auch theologische Werke, so eine Sammlung von Predigten.